# Liam Cosgrave
Liam Cosgrave (iriska: Liam Mac Cosgair), född 13 april 1920 i Castleknock utanför Dublin, död 4 oktober 2017 på Tallaght Hospital utanför Dublin, var en irländsk politiker och taoiseach (premiärminister). Han tjänstgjorde som taoiseach 1973–1977 och representerade då Fine Gael.